# 영과

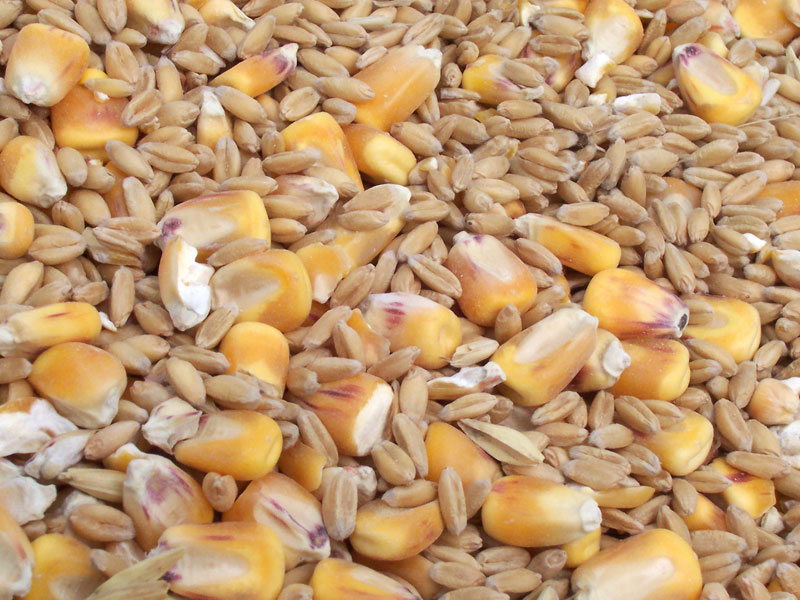
다양한 영과들.

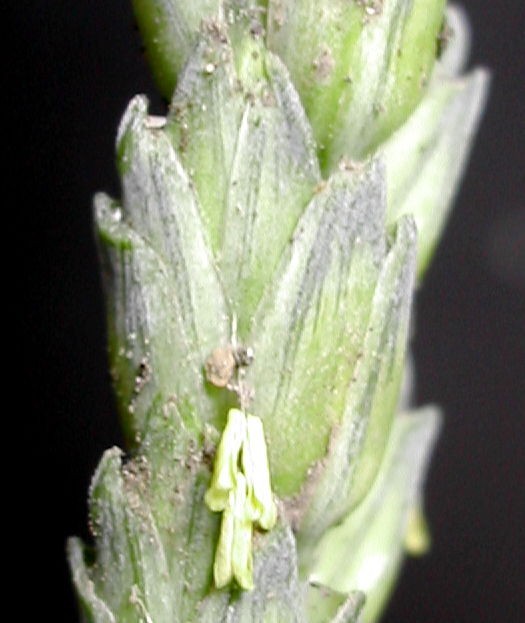
세 개의 수술이 튀어나와 있는 밀 소수.

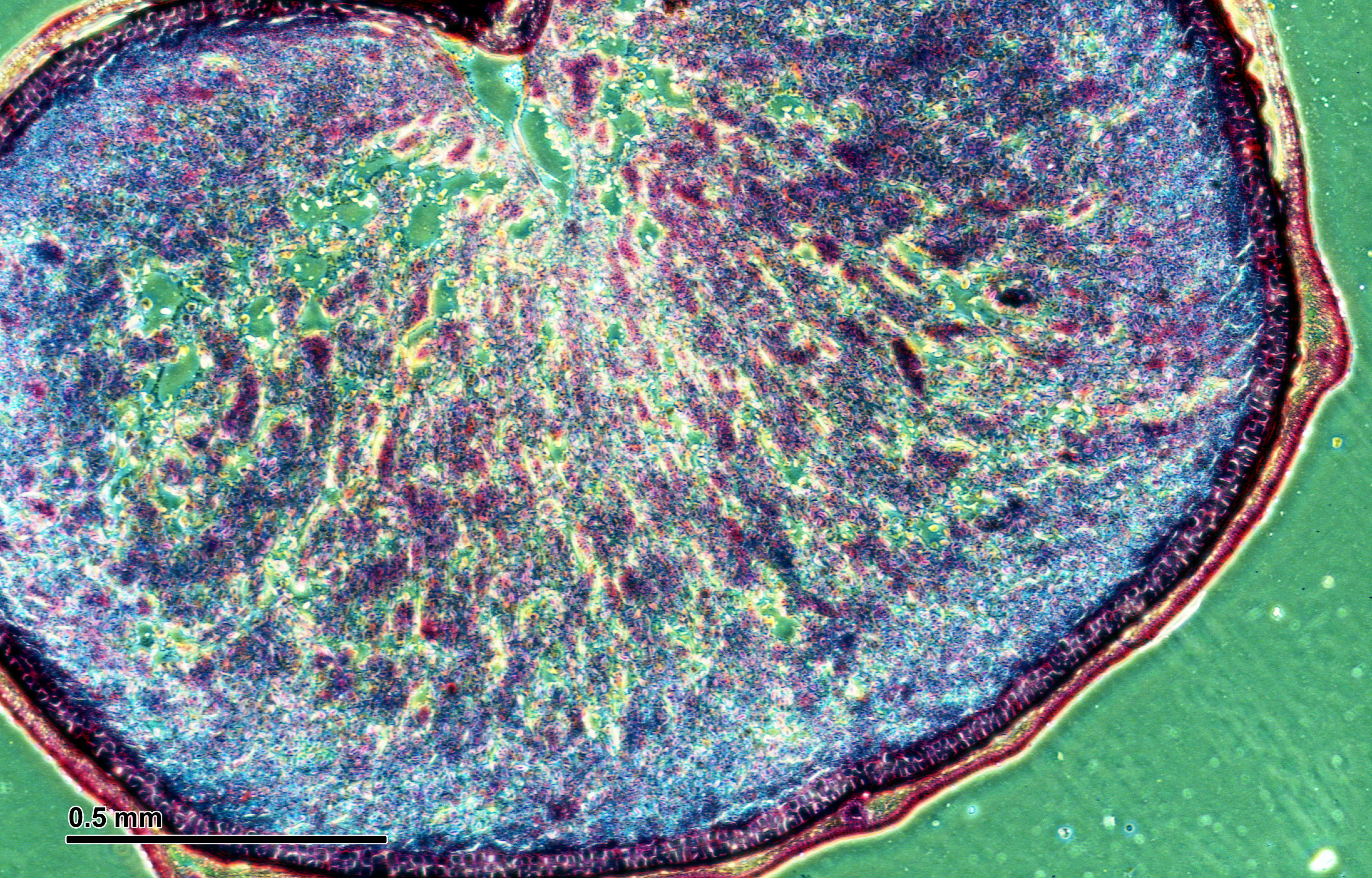
영과의 횡단면.

영과(潁果, caryopsis)는 식물학에서 단순 과일의 일종으로, 단일 심피 (단일 심피에서 형성됨)이며 성숙할 때 열리지 않는 미개열과이다. 수과와 비슷하지만, 영과에서는 과피가 얇은 씨껍질과 융합되어 있다.
영과는 통칭 곡물이라고 불리며, 밀, 쌀, 옥수수를 포함하는 벼과 (또는 Gramineae)의 전형적인 과일이다.
곡물이라는 용어는 더 일반적인 의미에서 곡류와 동의어로도 사용된다 ("곡물"처럼, 이는 일부 벼과가 아닌 식물도 포함한다). 과일 벽과 씨앗이 단일 단위로 밀접하게 융합되어 있고, 영과 또는 곡물이 건과라는 점을 고려하면, 이러한 식물 구조에서 과일과 씨앗이라는 용어를 기술적으로 분리하는 것에 대한 관심은 거의 없다. 많은 곡물에서 가공 전에 분리해야 하는 "겉껍질"은 꽃의 포엽이다.

## 어원
영과라는 이름은 그리스어 karyon과 -opsis (κάρυον과 ὄψις)에서 유래했으며, 각각 '견과'와 '모양을 가진'을 의미한다. 이 용어는 아실 리샤르가 벼과에서 흔히 발견되는 건조하고 단일 씨앗이며 열리지 않는 과일을 지칭하기 위해 처음 사용했다.
벼과 식물의 과일에 대한 이 정의는 현대까지 지속되었지만, 일부 식물학자들은 건조한 영과가 벼과의 결정적인 특징이라는 생각에 이의를 제기했다. 벼과 식물에서 맺히는 것으로 제안된 다른 형태의 과일에는 수과, 작은 주머니과, 장과, 그리고 견과가 있다. 그러나 다른 이들은 이러한 다른 과일 구조가 완전히 다른 구조라기보다는 영과 다양성을 대표한다고 제안했다. 이러한 영과의 다양한 형태는 갯율무속과 왕바랭이속에서 자유 과피가 씨앗에 인접하여 씨앗이 젖었을 때 돌출되는 모과 같은 형태(수과나 작은 주머니과처럼), 디노클로아속과 올메카속을 포함한 일부 대나무 속에서 과피가 더 두껍고 살이 많은 장과 같은 형태, 그리고 덴드로칼라무스속과 스키조스타키움속에서 발견되는 견과 같은 형태를 포함할 것이다. 이 정의에 따르면, 영과는 벼과에서 발견되는 유일한 과일 유형이다. 영과의 유형은 종종 "변형 영과"(씨껍질에 완전히 붙지 않은 과피를 가진 영과)와 "진정한 영과"(씨껍질에 완전히 붙은 과피를 가진 영과)라는 용어로 구별된다.